# Friedrich Louis Dobermann
Karl Friedrich Louis Dobermann, nemški vzreditelj in pobiralec davkov, * 2. januar 1834, Apolda, Nemčija, 9. junij 1894.

## Življenje in delo
Karl Friedrich Louis Dobermann imenovan tudi kot: Tobermann. Pri ustvarjanju/križanju pasme je uporabil naslednje pasme psov: Pinče, Weimarance, Pointer in lovske pse kateri so bili osnova pri vzreji kasneje priznane pasme doberman.
Ta poznan mož vsem, ki so živeli v mestecu Apolda v Nemčiji je opravljal dela kot davčni izterjevalec za urad Niederroßla, revirski upravitelj in konjederec, z zakonsko pravico , da polovi vse prosto tekajoče pse. Ob izterjavi davkov je večkrat nosil večje zneske denarja, kar ga je pripeljalo k ideji ustvariti psa, ki bo oster, hiter in karakterno močan.
Friedrich Louis Dobermann je delal zraven že omenjenih del tudi kot nočni policaj in je za svoje delo potreboval ostrega delovnega psa za osebno zaščito. Ukvarjal se je z vzrejo psov pri kateri je uporabil znane pasme psov kakor tudi mešancev, katere je v okviru svojega dela imel na razpolago. Tako ne moremo z gotovostjo trditi, kakšne pasme psov so bili pri vzreji prvega dobermana uporabljene. Leta 1863 na pasjem trgu v mestu Apolda Friedrich Louis Dobermann prvič predstavi svojo prvo pasmo psa.